# Irina Soudakova
Irina Sergeïevna Soudakova (en russe : Ирина Сергеевна Судакова, née le 5 septembre 1982 à Leningrad, en URSS) est une joueuse d'échecs russe, grand maître international féminin. Au 1er janvier 2021, elle a un classement Elo de 2287 points. Son meilleur classement était de 2392 en octobre 2006

## Palmarès
Elle a participe à plusieurs reprises à la finale du championnat de Russie junior dans différentes catégories d'âge. Elle représente aussi la Russie au championnat d'Europe dans la catégorie des filles de moins de 18 ans en l'an 2000, en Grèce. En 2002, elle a partagé la première place (avec Olga Stiazkina) au championnat de Saint-Pétersbourg. En 2006, elle remporte le tournoi de Rijeka.

## Parcours en club
En 2001, Irina Soudakova participe à la Coupe d'Europe des clubs d'échecs avec le Lentransgaz St-Pétersbourg. Elle occupe l'échiquier de réserve. Elle remporte le deux parties qu'elle joue et son équipe se classe cinquième.
Elle joue ensuite pour le club d'échecs FINEK Saint-Pétersbourg lors de cette même coupe, trois années consécutives. En 2005, elle est au quatrième échiquier du FINEK Saint-Pétersbourg. Elle est troisième pour sa performance individuelle et son équipe termine cinquième. En 2006 et 2007, son équipe se classe également cinquième de la compétition. Elle est alors respectivement au quatrième échiquier, puis à l'échiquier de réserve. 

## Titres internationaux décernés par la FIDE
Irina Soudakova est maître international féminin (MIF) depuis 2001.
En 2004, la FIDE lui décerne le titre de grand maître international féminin (GMF),. Pour obtenir ce titre, elle valide trois normes nécessaires : en 2003, lors des tournois organisés sur l'île de Krk, en Croatie, à Vladimir, en Russie (en remportant le mémorial Elisabeth Bykova) et à Saint-Pétersbourg.